# Heterocampa amanda
Heterocampa amanda är en fjärilsart som beskrevs av Barnes och Arthur Ward Lindsey 1921. Heterocampa amanda ingår i släktet Heterocampa och familjen tandspinnare. Inga underarter finns listade i Catalogue of Life.